# Borden County
Das Borden County ist ein County im Bundesstaat Texas der Vereinigten Staaten. Das U.S. Census Bureau hat bei der Volkszählung 2020 eine Einwohnerzahl von 631 ermittelt. Der Sitz der County-Verwaltung (County Seat) befindet sich in Gail. Das County gehört zu den Dry Countys, was bedeutet, dass der Verkauf von Alkohol eingeschränkt oder verboten ist.

## Geographie
Das Borden County liegt nordwestlich des geographischen Zentrums von Texas und hat eine Fläche von 2347 Quadratkilometern, wovon 19 Quadratkilometer Wasserfläche sind. Es grenzt im Uhrzeigersinn an folgende Countys: Garza County, Scurry County, Mitchell County, Howard County, Martin County, Dawson County und Lynn County.

## Geschichte
Borden County wurde am 21. August 1876 aus Teilen des Bexar County gebildet und die Verwaltungsorganisation am 17. März 1891 abgeschlossen. Benannt wurde es nach Gail Borden, einem Geschäftsmann, Zeitungsherausgeber, Landvermesser, Mitverfasser der ersten Verfassung von Texas und dem ersten, der die industrielle Herstellung von Kondensmilch patentierte.

## Demografische Daten

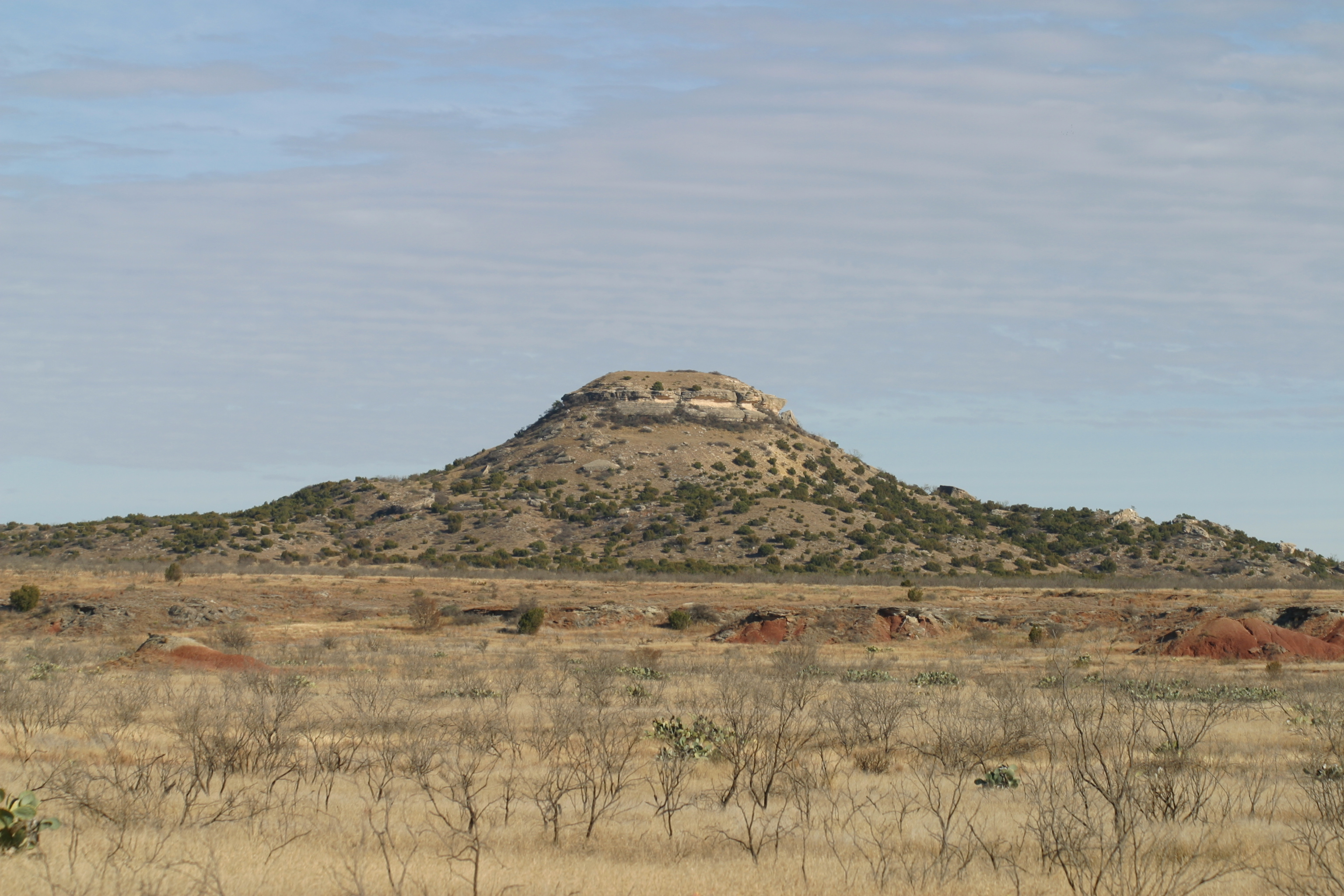
Der Mushaway Peak

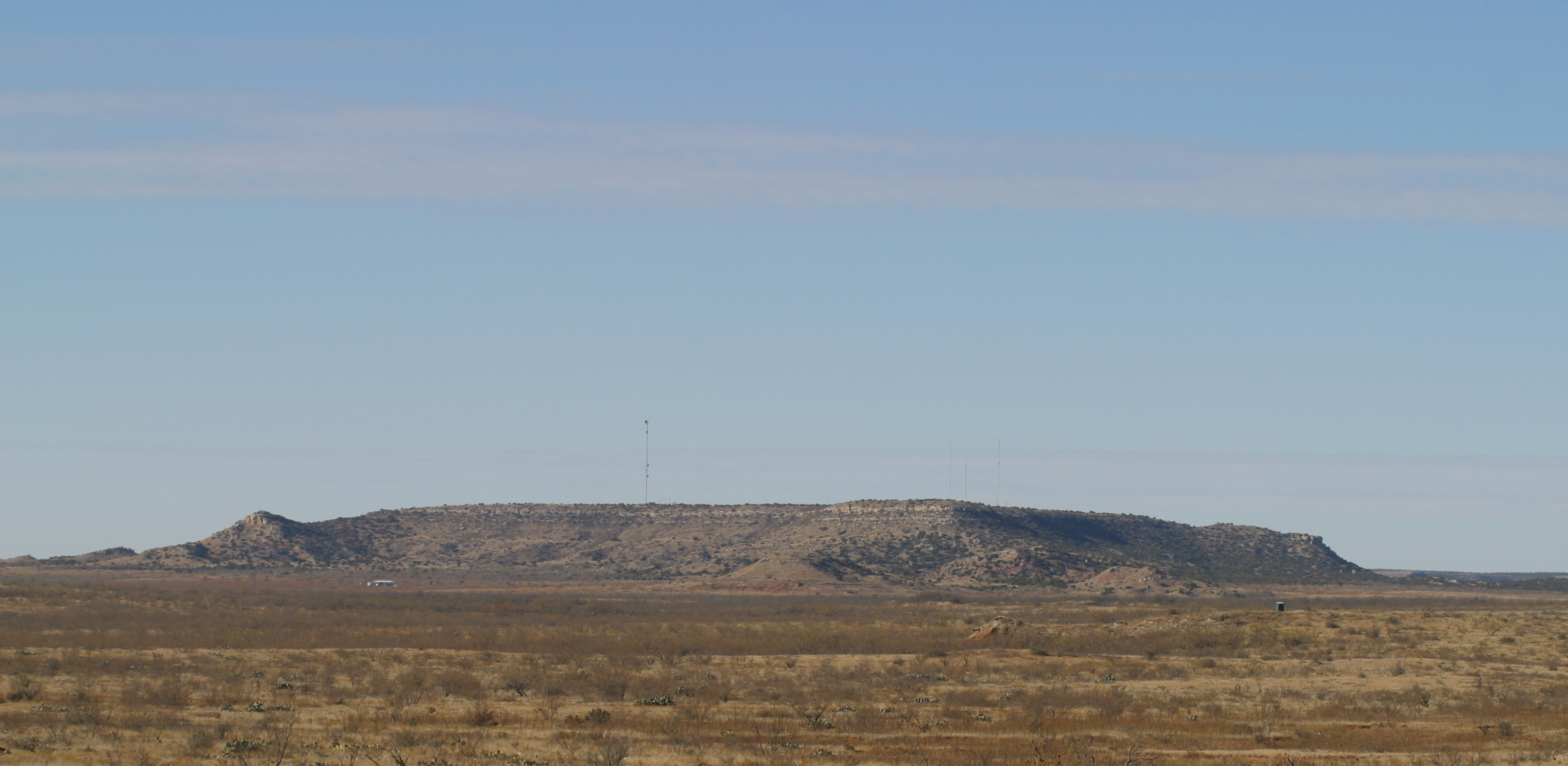
Der Gail Mountain

Nach der Volkszählung im Jahr 2000 lebten im Borden County 729 Menschen in 292 Haushalten und 216 Familien. Die Bevölkerungsdichte betrug 0,3 Einwohner pro Quadratkilometer. Ethnisch betrachtet setzte sich die Bevölkerung zusammen aus 90,5 Prozent Weißen, 0,1 Prozent Afroamerikanern, 0,3 Prozent amerikanischen Ureinwohnern und 6,3 Prozent aus anderen ethnischen Gruppen; 2,7 Prozent stammten von zwei oder mehr ethnischen Gruppen ab. 11,9 Prozent der Einwohner waren spanischer oder lateinamerikanischer Abstammung.
Von den 292 Haushalten hatten 30 Prozent Kinder oder Jugendliche, die mit ihnen zusammen lebten. 65 Prozent waren verheiratete, zusammenlebende Paare, 6 Prozent waren allein erziehende Mütter und 26 Prozent waren keine Familien. 23 Prozent waren Singlehaushalte und in 9 Prozent lebten Menschen im Alter von 65 Jahren oder darüber. Die durchschnittliche Haushaltsgröße betrug 2,50, die durchschnittliche Familiengröße 2,93 Personen.
24,6 Prozent der Bevölkerung war unter 18 Jahre alt, 6,7 Prozent zwischen 18 und 24, 27,4 Prozent zwischen 25 und 44, 25,0 Prozent zwischen 45 und 64 und 16,3 Prozent waren 65 Jahre alt oder älter. Das Medianalter betrug 40 Jahre. Auf 100 weibliche Personen kamen 103,1 männliche Personen und auf 100 Frauen im Alter ab 18 Jahren kamen 108,3 Männer.
Das jährliche Durchschnittseinkommen eines Haushalts betrug 29.205 USD, das Durchschnittseinkommen einer Familie betrug 36.458 USD. Männer hatten ein Durchschnittseinkommen von 25.556 USD, Frauen 21.607 USD. Das Prokopfeinkommen betrug 18.364 USD. 14,0 Prozent der Einwohner und 11,8 Prozent der Familien lebten unterhalb der Armutsgrenze.

## Orte im County
- Gail
- Mesquite, Geisterstadt
- Plains